# Энгельгардт, Николай Богданович
Николай Богданович Энгельгардт (1737—1816) — действительный статский советник, в 1781-90 гг. могилёвский губернатор.

## Биография
Старший сын полковника из смоленского рода Энгельгардтов, чей двоюродный брат был женат на сестре князя Потёмкина, благодаря чему имел от последнего протекцию. Принимал участие в боях Семилетней войны. В день восшествия на престол императрицы Екатерины II был караульным капитаном в Петергофе. Вышел в отставку в звании полковника.

В 1774 году поступил на службу, назначен витебским воеводой. С 1778 года — председатель гражданской палаты в Полоцке. С 1779 года — вице-губернатор в Могилёве. В 1781—1790 годах — правитель Могилёвского наместничества. Один из современников вспоминал:
На место Воронина прислан с председательского в полотской гражданской палате места статский советник Николай Энгельгардт; муж ростом высокородный, собой видный, здоровый, брюнет; любящий до безумия собственную пользу; труда и должности, в которые определен, непримиримый враг.
В 1791 году вышел в отставку. Жил в Белоруссии, где ему было пожаловано 800 душ. Умер в 1816 году в Смоленске.

## Семья
Жена — Надежда Петровна Бутурлина (ум. 1785), происходила из мелкопоместных дворян, не имевших никакого отношения к древнему роду Бутурлиных. Была богатой невестой. Дети:
- Варвара (1764—после 1855), с 1798 года замужем за  М. А. Наврозовым.
- Лев (1766—1836), генерал-майор; его дочь Анастасия (1804—1860)[2] была замужем за поэтом Евгением Баратынским;
- Александра (1767—1848), выпускница Смольного института, с 1786 года замужем за графом Сергеем Кузьмичом Вязмитиновым, военным министром (1802—1808), председателем Комитета министров (1812—1816) Российской империи.  - Портрет Наврозовой Варвары Николаевны, ур. Энгельгардт
  - Портрет Энгельгардта Льва Николаевича
  - Портрет Вязмитиновой Александры Николаевны, урождённой Энгельгардт